# Robert Fulton (militar)
Robert Fulton (21 de diciembre de 1948) es militar británico, también Gobernador de Gibraltar entre el 27 de septiembre de 2006 y el 26 de octubre de 2009.
Asistió al Eton College en sus primeros años y luego cursó sus estudios universitarios en la Universidad de East Anglia. Se incorporó a la Royal Navy en 1972. Estuvo destinado como oficial en las Fuerzas Especiales de los Royal Marines.
En 1995 fue director asistente de la Fuerza de Intervención Rápida de UNPROFOR. En 1998 llegó a comandante general de los Royal Marines para ser trasladado posteriormente, en 2001, a trabajos en el Ministerio de Defensa. Ascendió a teniente general el 3 de junio de 2003. El 13 de junio de 2006 fue nombrado Gobernador de Gibraltar y tomó posesión del cargo el 27 de septiembre en sustitución de Sir Francis Richards. Fue sucedido por Sir Adrian Johns.